# Samo Gostiša
Samo Gostiša, slovenski smučarski skakalec, * 16. september 1972, Logatec.
Gostiša je za Slovenijo nastopil na Zimskih olimpijskih igrah 1992 v Albertvillu ter na Zimskih olimpijskih igrah 1994 v Lillehammerju. V Albertvillu je na mali skakalnici osvojil 12. mesto, na veliki pa 22. Ekipa je takrat osvojila 6. mesto. V Albertvillu je na mali skakalnici osvojil 28. mesto, ekipa pa je bila deveta.
Njegov najboljši rezultat na Svetovnih prvenstvih v smučarskih skokih je dosegel leta 1993 v Falunu, kjer je na mali skakalnici osvojil 6. mesto. Najboljši rezultat na Svetovnih prvenstvih v smučarskih poletih je dosegel leta 1992, ko je v Harrachovu prav tako osvojil 6. mesto. 